# قول (فیلم ۲۰۰۱)
قول (انگلیسی: The Pledge) فیلمی در ژانر جنایی، معمایی و درام به کارگردانی شان پن است که در سال ۲۰۰۱ منتشر شد.
این فیلم بر پایهٔ رمان موفقی با همین نام اثر فریدریش دورنمات ساخته شده‌است.

## بازیگران
- جک نیکلسون
- آرون اکهارت
- هلن میرن
- رابین رایت
- ونسا ردگریو
- سام شپارد
- پاتریشا کلارکسون
- بنیسیو دل تورو
- تام نونان
- میکی رورک
- هری دین استنتون
- دیل دیکی
- مایکل اوکیف
- کستاس مندیلر
- لوئیس اسمیت